# Celebrity Constellation
El GTS Celebrity Constellation (anteriormente llamado Constellation) es un crucero de la Clase Millennium operado por Celebrity Cruises, una subsidiaria de Royal Caribbean Group. Se le cambió el nombre en mayo de 2007 para agregar el prefijo "Celebrity", uniéndose a sus tres barcos hermanos: Celebrity Infinity, Celebrity Summit y Celebrity Millennium.

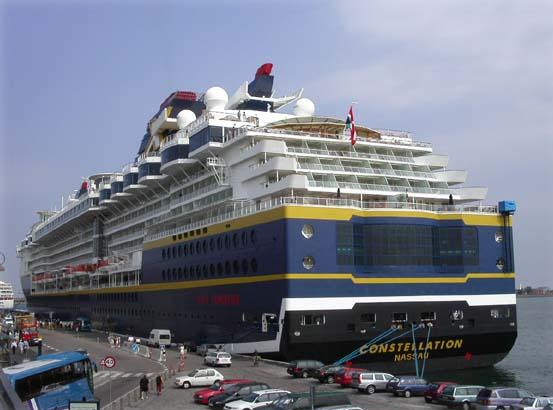
Constellation con librea de casco azul original

Fue construido en el astillero Chantiers de l'Atlantique en Saint Nazaire, Francia. El barco está propulsado por una planta de energía COGAS de turbinas de gas y una turbina de vapor que proporciona hasta 60 megavatios para los sistemas eléctricos y dos propulsores azimutales Rolls-Royce/Alstom MerMaid de 19 MW para la propulsión. En 2007, se instaló un motor diésel adicional como medida de ahorro de combustible. El barco puede funcionar con cualquier combinación de turbinas de gas o diesel. En puerto, genera energía eléctrica a partir del diesel.
Durante el período estival el barco navega hacia el Mediterráneo, reposicionándose hacia el Caribe en los meses de invierno.
Se programó que Celebrity Constellation completara una extensa renovación en mayo de 2020. Sin embargo, como resultado del impacto comercial de la pandemia de Covid-19, estos planes se retrasan hasta una fecha futura no anunciada. Otro rumor de que el Celebrity Constellation y su barco gemelo, el Celebrity Infinity, serán vendidos o arrendados a la línea de cruceros española Pulmantur, ha sido negado por Celebrity Cruises.
A mediados de 2021, Celebrity Constellation recibió una remodelación millonaria de mantenimiento.